# Humboldt (plaats)
Humboldt is een plaats in het Argentijnse bestuurlijke gebied Las Colonias in de provincie Santa Fe. De plaats telt 4.425 inwoners.

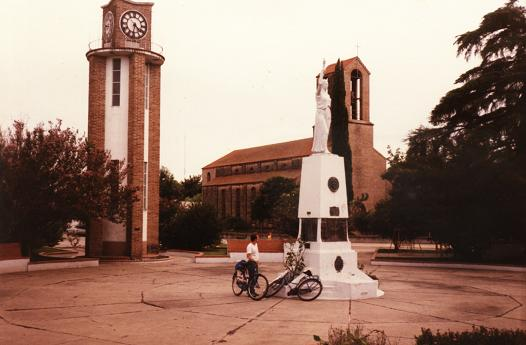
Humboldt